# Don Kelly (baseball)
Donald Thomas Kelly (né le 15 février 1980 à Butler, Pennsylvanie, États-Unis) est un joueur d'utilité des Marlins de Miami de la Ligue majeure de baseball.

## Carrière
Étudiant au Point Park College à Pittsburgh, Don Kelly est drafté le 5 juin 2001 par les Tigers de Détroit. Il se contente d'évoluer en Ligues mineures avant de devenir agent libre à la fin de la saison 2006. Il s'engage alors pour une saison avec les Pirates de Pittsburgh avec lesquels il fait ses débuts en Ligue majeure le 2 avril 2007.
De nouveau agent libre à la fin de la saison 2007, il signe pour un an avec les Diamondbacks de l'Arizona mais se contente d'évoluer en Ligues mineures avec les Tucson Sidewinders lors de la saison 2008.

### Tigers de Détroit
Kelly rejoint les Tigers de Détroit le 14 janvier 2009. Il joue principalement en Triple-A avec les Toledo Mud Hens, mais fait quelques apparitions en Ligue majeure avec les Tigers.
Plutôt utilisé au poste d'arrêt-court pendant ses saisons en Ligues mineures, Kelly est aligné à toutes les places en défense, sauf celles de receveur et de champ centre, durant ses 56 présences en Ligue majeure entre 2007 et 2009. Avec les Tigers, il joue ainsi 18 parties comme champ gauche, 2 comme champ droit, 4 au troisième but, 2 au premier but et 1 au deuxième but. Ces seules parties joués comme arrêt-court en Ligue majeure rmontent à la saison 2007 avec les Pirates : il joue 5 match à ce poste sur 25 parties jouées pour Pittsburgh. Il apparaît pour la première fois au champ centre durant la 2010. Le 29 juin 2011, il lance un tiers de manche dans une dégelée de 16-9 des Tigers face aux Mets de New York puis, le 2 juillet, comme receveur, faisant de lui un des rares joueurs ayant évolué à toutes les positions dans sa carrière, incluant le poste de lanceur.

#### Saison 2011
Tout comme en 2010, Kelly joue le plus souvent au champ extérieur en 2011, mais il donne aussi un coup de main au poste de troisième but, qu'il partage avec Brandon Inge et Wilson Betemit. À l'attaque, il frappe 7 circuits et produit 28 points en 112 matchs. Le 6 octobre, dans le 5e et dernier match de la Série de divisions de la Ligue américaine, dans lequel Détroit élimine les Yankees de New York grâce à une victoire de 3-2, Don Kelly et Delmon Young frappent des coups de circuit consécutifs, une première en éliminatoires dans l'histoire des Tigers, dès la première manche contre le lanceur Iván Nova.

#### Saison 2012

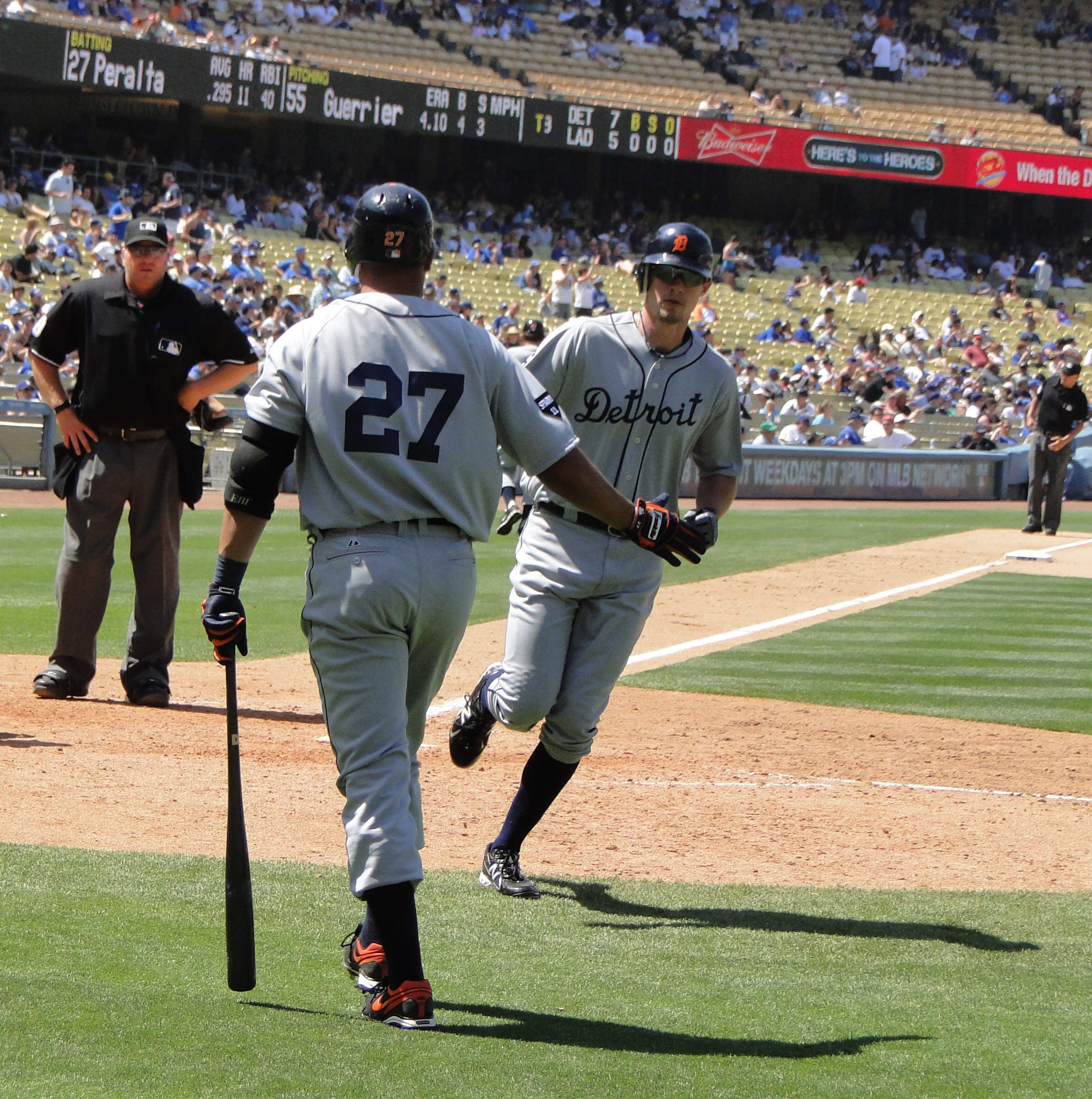
Don Kelly (à droite) est accueilli par Jhonny Peralta (de dos) après avoir frappé un circuit en 2011.

Dans un rôle de réserviste, il ne frappe que pour ,186 de moyenne au bâton en 75 parties pour Détroit en 2012. Il apparaît dans 4 matchs de séries éliminatoires, dont 2 en Série mondiale 2012 où les Tigers s'inclinent devant San Francisco.

#### Saison 2013
En 2013, il entre en jeu dans 112 parties de saison régulière des Tigers. Il claque 6 circuits, produit 23 et frappe pour ,222 de moyenne. Il récolte deux coups sûrs et deux buts-sur-balles en 7 passage au bâton dans la Série de divisions 2013 qui oppose les Tigers aux Athletics d'Oakland.

#### Saison 2014
Kelly frappe pour ,245 avec 40 coups sûrs en 95 matchs des Tigers en 2014. Il est surtout utilisé comme substitut en défensive en fin de match.

### Marlins de Miami
Kelly rejoint les Marlins de Miami pour la saison 2015 mais ne joue que deux matchs cette année-là.

## Statistiques
| Saison | Équipe     | G   | AB  | R  | H  | 2B | 3B | HR | RBI | SB | BA    |
| ------ | ---------- | --- | --- | -- | -- | -- | -- | -- | --- | -- | ----- |
| 2007   | Pittsburgh | 25  | 27  | 2  | 4  | 0  | 0  | 0  | 0   | 0  | 0,148 |
| 2009   | Détroit    | 31  | 56  | 8  | 14 | 3  | 1  | 0  | 3   | 1  | 0,250 |
| 2010   | Détroit    | 119 | 238 | 30 | 58 | 4  | 0  | 9  | 27  | 3  | 0,244 |
| Totaux | Totaux     | 175 | 321 | 40 | 76 | 7  | 1  | 9  | 30  | 4  | 0,237 |

Note : G = Matches joués ; AB = Passages au bâton; R = Points ; H = Coups sûrs ; 2B = Doubles ; 3B = Triples ; 
HR = Coup de circuit ; RBI = Points produits ; SB = Buts volés ; BA = Moyenne au bâton.